# Боташев Канамат Хусеєвич
Канамат Хусеєвич Боташев (рос. Канамат Хусеевич Боташев, 20 травня 1959, с. Нижня Теберда, Карачаєво-Черкеська автономна область, РРФСР, СРСР — 22 травня 2022, поблизу м. Попасна, Луганська область, Україна) — російський воєначальник, генерал-майор ВПС РФ (6 листопада 2008) у відставці, Герой Росії. 2022 року як найманець ПВК Вагнера брав участь у російському вторгненні в Україну, під час якого загинув.

## Біографія
В 1976 році закінчив середню школу та невдало намагався поступити до Чорноморського вищого військово-морського училища імені П. С. Нахімова. У 1977 році закінчив 1-й курс Астраханської морехідної школи. У 1981 році закінчив Єйське вище військове авіаційне училище льотчиків імені В. М. Комарова та отримав кваліфікацію «винищувача-бомбардувальника». У 2010 році закінчив Військову академію Генерального штабу ЗС РФ. Мав клас льотчика-снайпера.
У ВПС РФ обіймав посади командира авіаційного полку, авіаційної дивізії в Забайкальському військовому окрузі (2008—2010), 7000-ї гвардійської авіаційної бази першого розряду (в/ч 23326) (2010—2012) Західного військового округу ЗС РФ у Воронежі, авіабази «Балтимор» у Воронежі.

### Кримінальна справа через знищений в авіакатастрофі літак Су-27УБ
28 червня 2012 року Боташев керував льотно-тактичними навчаннями на аеродромі «Бесовець» у Карелії, під час яких вирішив самостійно пілотувати винищувач Су-27УБ і здійснити повітряну розвідку погоди, хоча не пройшов підготовку та не мав відповідного допуску до польоту на Су-27. У польоті Боташев припинив повітряну розвідку погоди та попросив свого друга, пілота Су-27УБ полковника Євгена Олейника, передати йому управління літаком і почав виконувати незаплановані польотним завданням фігури вищого пілотажу. При виконанні фігури «Дзвін» винищувач зірвався в перевернутий штопор. Після того, як вийти зі штопора не вдалося, екіпаж катапультувався. При зіткненні з землею літак вибухнув і загорівся. Літак не підлягав відновленню, а ВПС РФ внаслідок цього отримали збитки на суму 100 мільйонів рублів.
29 грудня 2012 року проти Боташева була порушена кримінальна справа за статтею 351 КК РФ (порушення правил польотів). 24 квітня 2013 року Петрозаводським гарнізонним військовим судом Боташев був засуджений до чотирьох років позбавлення волі умовно і зобов'язаний частково компенсувати державі збитки в розмірі 5 мільйонів рублів. До кінця життя встиг виплатити менше половини штрафу.

### У відставці
Після засудження у 2013 році звільнений зі ЗС РФ.
Працював у системі ДТСААФ РФ. Станом на 2021 рік Боташев був заступником голови ДТСААФ РФ по Санкт-Петербургу та Ленінградській області з авіації, заступником директора аероклубу в Санкт-Петербурзі.

### Російське вторгнення в Україну (2022)
2022 року брав участь у російському вторгненні в Україну як найманець ПВК Вагнера. 22 травня 2022 року штурмовик Су-25, який пілотував Боташев, під час атаки позицій ЗСУ поблизу м. Попасна Луганської області збили за допомогою ПЗРК «Ігла» військовики 80-ї десантно-штурмової бригади, а сам він загинув. 24 травня 2022 року російські ЗМІ офіційно визнали загибель Боташева. 2 червня він був похований в рідному селі.

## Сім'я[7]
- Батько — Хусей Ільясович Боташев
- Мати — Люаза Муссаївна Боташева
- Сестра — Патія
- 5 братів — Марат, Мурат, Мурадін, Айтек, Хаджибій, зокрема, молодший брат — Мурадін Хусеєвич Боташев (1963 р. н.) — генерал-майор[18] ЗС РФ, начальник штабу ППО — заступник командувача Балтійського флоту Росії (2007—2012).

## Нагороди та почесні звання[7]

### СРСР
- Медаль «За бездоганну службу» 3-го і 2-го ступеня (15 років)
- Медаль «За бойові заслуги»

### Росія
- Орден «За військові заслуги»
- Медаль Нестерова
- Медаль «100 років Військово-повітряним силам»
- Медаль «200 років Міністерству оборони»
- Медаль «200 років МВС Росії»
- Медаль «200 років внутрішнім військами МВС Росії»
- Медаль «За службу на Північному Кавказі»
- Медаль «За відзнаку у військовій службі» 1-го ступеня (20 років)
- Орден «За заслуги» 3-го ступеня (ДТСААФ)
- Найкращий льотчик Забайкальського військового округу (2007)
- Почесний громадянин міста Карачаєвська (2010)
- Медаль «85 років ДТСААФ РФ» (23 січня 2012)
- Звання «Герой Російської Федерації» (1 червня 2022, посмертно)

## Вшанування пам'яті
19 серпня 2022 року на аеродрому «Сиворниці» в Ленінградській області був встановлений бюст Боташева. Його ім'я присвоєне аероклубу «Сиворниці», площі в Карачаєвську і Палаці спорту в Учкекені (на останньому встановлена меморіальна дошка).